# Psilalcis inceptaria
Psilalcis inceptaria là một loài bướm đêm trong họ Geometridae.